# محمد منصور زمام
محمد منصور زمام وزير وسياسي يمني، تم تعيينه وزيراً للمالية في حكومة باسندوة في 11 يونيو 2014 ، وفي حكومة خالد بحاح بتاريخ 7 نوفمبر 2014  حتى قدمت استقالتها في 22 يناير 2015، بعد انقلاب اليمن 2014. ولكن الرئيس هادي أصدر قراراً بإعفاه من منصبه في 9 يونيو 2015. في 11 فبراير 2018 عين محافظاً للبنك المركزي.

## الخلفية العلمية
- دبلوم في القيادة الاستراتيجية وتحديات القرن 21 جامعة هارفرد 2009.
- ماجستير في العلوم الادارية والسياسات الحكومية الولايات المتحدة الأمريكية-جامعة نيو مكسكو(1994-1997).
- دبلوم إدارة عامة الولايات المتحدة الأمريكية- جامعة بتسبرغ- بنسلفينيا 1992
- دبلوم إدارة حديثة الولايات المتحدة الأمريكية-جامعة كلورادو 1990.
- بكالوريوس علوم سياسية واقتصاد اليمن-جامعة صنعاء 1986-1990.

## التاريخ الوظيفي
- 2010- 6 يونيو 2014 رئيس مصلحة الجمارك.
- 2007- 2010 وكيل وزارة الأدارة المحلية لقطاع التنمية.
- 2002-2007 المدير التنفيذى لبرنامج تطوير مدن الموانى (عدن، الحديدة والمكلا).
- 1999-2002 رئيس الفريق الوطنى لمشروع مكافحة الفقر-الأمم ألمتحدة.
- 1998-1999 مدير عام مشروع المشاركة الشعبية في الموارد الطبيعية-وزارة الزراعة.
- 1996-1998 مدير مشروع التعليم والبيئة-وزارة الزراعة الأمريكية- نيو مكسكو.
- 1990-1994 مدير عام مكتب وزير الزراعة والموارد المائية.
- 1984-1990 نائب مدير عام مكتب وزير الزراعة- والمدير الفنى لمكتب الوزير.
- 1981-1983 موظف بوزارة الزراعة والثروة السمكية.